# Подгоре
Подго̀ре е село в Северозападна България. То се намира в община Макреш, област Видин.

## География
Село Подгоре се намира в планински район. Характерно за селото е разположението му в ниската част на предбалкана, в падина, защитена от силни ветрове през зимата.
Името на селото само по себе си говори за разположението му.
През ранна пролет и късно лято е сравнително хладно (дори студено) особено надвечер и през нощта.
През лятото е сравнително горещо през деня. Утеха носи вечерното разхлаждане от преноса на по-студен въздух от Балкана.
Преобладаващите ветрове са приблизително изток-запад поради разположението на селото по дължината на падината разположена в същата посока.
В района рядко падат градушки.
Подземните води се откриват на сравнително малка дълбочина за този район, на около 9 – 11 м. предимно в ниската част на селото.
Кладенците, доколкото са останали такива, са със сравнително висок дебит.
Почвите са сравнително плодородни.
Гората в подножието на Балкана е предимно от широколистни видове (дъб, цер, бук). Изключително красива през есента.

## История
Сегашното село Подгоре е продължител на селото Влахович, което е основано от двамата братя Влайхови някъде през 19 век. Първоначално селото се е намирало в близост до Влаховишка бара и се е разпростирало в посока сегашното село. Преименувано е на Подгоре през кампанията за българизиране на имена на селища след Деветнадесетомайския преврат от 1934 година.
До 9.09.1944 г. характерно за този район е масовото антифашистко движение, за което типичен пример е отряда Георги Бенковси с членове основно от село Макреш. Основател на комунистическото движение в селото е Михаил Здравков, убит от властта по онова време.
В началото на 1951 година, по време на колективизацията жителите на селото не успяват да изпълнят нарядите за мляко и масово заплашват, че ще избягат в Югославия, ако властите се опитат да ги събират принудително. Силно недоволство предизвиква и ангарията за изграждане на преградни съоръжения по границата. През февруари и март 5 души действително преминават югославската граница.
По време на социализма е имало развито селско стопанство и животновъдство. През 1978 г. Подгоре е отделено от община Макреш и е присъединено към община Раковица.
След промените през 90-те години на 20 век селото започва бавно да се обезлюдява и към момента броя на жителите едва ли надхвърля 300 души.

## Население
Преброяване на населението през 2011 г.
Численост и дял на етническите групи според преброяването на населението през 2011 г.:
|                     | Численост | Дял (в %) |
| Общо                | 267       | 100,00    |
| Българи             | 262       | 98,12     |
| Турци               | 0         | 0,00      |
| Цигани              | 0         | 0,00      |
| Други               | 0         | 0,00      |
| Не се самоопределят | 0         | 0,00      |
| Неотговорили        | 0         | 0,00      |

## Религии
Жителите на селото са източноправославни. 
Личности, произлезли от Подгоре: 
Михаил Здравков - местен деятел на БКП, убит през септемврийските бунтове 1923 г.
Йоло Гергов - местен полицай и деятел на БКП. Осъден на смърт и обесен през 1944 г.
Стоян Милков - партизанин, укривал се в собствената си къща. Осъден на смърт и екзекутиран през 1944 г.
Никола Перков - кметски наместник преди 9 септември 1944 г. Убит от партизаните през август 1944 г.
Свещеник Никола Пешев Милеков - осъден на смърт от „народния съд“ и екзекутиран през 1945 г.

## Културни и природни забележителности
Съборът на селото е на 24 май.

### Цитирани източници
- Груев, Михаил. Преорани слогове. Колективизация и социална промяна в Българския северозапад 40-те – 50-те години на XX век.   София, Сиела, 2009. ISBN 978-954-28-0450-5.